# Valter
Valter je moško osebno ime.

## Izvor imena
Ime Valter izhaja iz nemškega imena Walter, starejše Walther, ki je zloženo iz starovisokonemških besed waltan v pomenu »vladati« in heri »vojska, množica«.

## Različice imena
- moške različice imena: Valt, Walter

## Tujejezikovne različice imena
- pri Angležih: Wouter
- pri Nemcih: Walter
- pri Švedih: Valter

## Pogostost imena
Po podatkih Statističnega urada Republike Slovenije je bilo na dan 31. decembra 2007 v Sloveniji število moških oseb z imenom Valter: 1.018. Med vsemi moškimi imeni pa je ime Valter po pogostosti uporabe uvrščeno na 164. mesto.

## Osebni praznik
V koledarju je ime Valter zapisano 8. aprila (Valter, opat v Pontiosu, † 8.apr. 1099).